# Universiteit Hasselt
De Universiteit Hasselt (kortweg UHasselt) is een universiteit met campussen in Diepenbeek en Hasselt. Ze telt meer dan 7.500 studenten en 1.800 personeelsleden (2024). De universiteit werd in 1971 opgericht als Limburgs Universitair Centrum (LUC), maar veranderde in 2005 van naam.
In de ranking van beste universiteiten ter wereld jonger dan 50 jaar (Times Higher Education) bezet ze een 35ste plaats op 605 instellingen (2023).

## Geschiedenis

### Oprichting en start
UHasselt/LUC werd in 1971 bij wet opgericht, maar haar eerste academiejaar startte in september 1973. Er waren toen 322 studenten en zes opleidingen op kandidatuursniveau (wiskunde, natuurkunde, scheikunde, biologie, tandheelkunde en geneeskunde). Alle activiteiten vonden plaats op campus Diepenbeek.

### Groei
In enkele decennia maakte UHasselt een transformatie door. In 1991 werd de Economische Hogeschool Limburg (EHL) opgenomen in de universiteit en omgevormd tot de faculteit Toegepaste Economische Wetenschappen (vandaag: Bedrijfseconomische Wetenschappen). Het onderwijscurriculum werd gaandeweg uitgebreid met de opleidingen mobiliteitswetenschappen (2004), rechten (2008), architectuur, interieurarchitectuur, industrieel ingenieur, revalidatiewetenschappen en kinesitherapie (2013) en handelswetenschappen (2015). In september 2022 volgde een nieuwe uitbreiding van het opleidingsaanbod met de bachelor sociale wetenschappen en de masters materiomics, verpleeg- en vroedkunde, systeem- en procesinnovatie in de gezondheidszorg en industrieel ingenieur: informatica.

### tUL, AUHL en EURECA-PRO
In 2001 richtten Maastricht University en UHasselt/LUC samen de transnationale universiteit Limburg (tUL) op. Binnen dit internationale samenwerkingsverband bieden de twee partners opleidingen aan op campussen in Diepenbeek, Hasselt en Maastricht: biomedische wetenschappen, informatica, rechten en statistiek. Voor de rechtenopleiding werken UHasselt en Maastricht samen met KU Leuven. Sinds 2003 vormen UHasselt en Hogeschool PXL (voorheen Provinciale Hogeschool Limburg en XIOS Hogeschool Limburg) samen de Associatie Universiteit-Hogescholen Limburg (AUHL).
In 2022 trad UHasselt toe tot EURECA-PRO (European University on Responsible Consumption and Production). Dit Europees Universiteiten-netwerk focust op nauwe samenwerking op vlak van onderwijs en onderzoek rond duurzame consumptie en productie. Naast UHasselt maken acht andere partners uit Duitsland, Frankrijk, Griekenland, Oostenrijk, Polen, Roemenië en Spanje deel uit van EURECA-PRO. 

### Naamsverandering
In juni 2005 werd het Limburgs Universitair Centrum omgedoopt tot ‘Universiteit UHasselt’ of kortweg ‘UHasselt’.

### Tweede campus
De universiteit opende in september 2012 een nieuwe, tweede campus in Hasselt. Deze ‘stadscampus’ – met in het hart de Oude Gevangenis – is de hoofdzetel van de universiteit. Het Refugiehuis en de Witte Kazerne (geopend begin 2023), in de Maastrichterstraat, maken ook deel uit van campus Hasselt. 

## Rectoren
Rectorverkiezingen aan UHasselt vinden om de vier jaar plaats. Alle leden van de Faculteitsraden en Schoolbesturen zijn stemgerechtigd (inclusief de studentvertegenwoordigers). Het is de Raad van Bestuur die de rector op basis van die stemming formeel aanduidt. UHasselt is met rector Bernard Vanheusden aan haar vierde rector toe:
- 1972-1988: Louis Verhaegen
- 1988-2004: Harry Martens
- 2004-2020: Luc De Schepper
- 2020-heden: Bernard Vanheusden

## Campussen en gebouwen

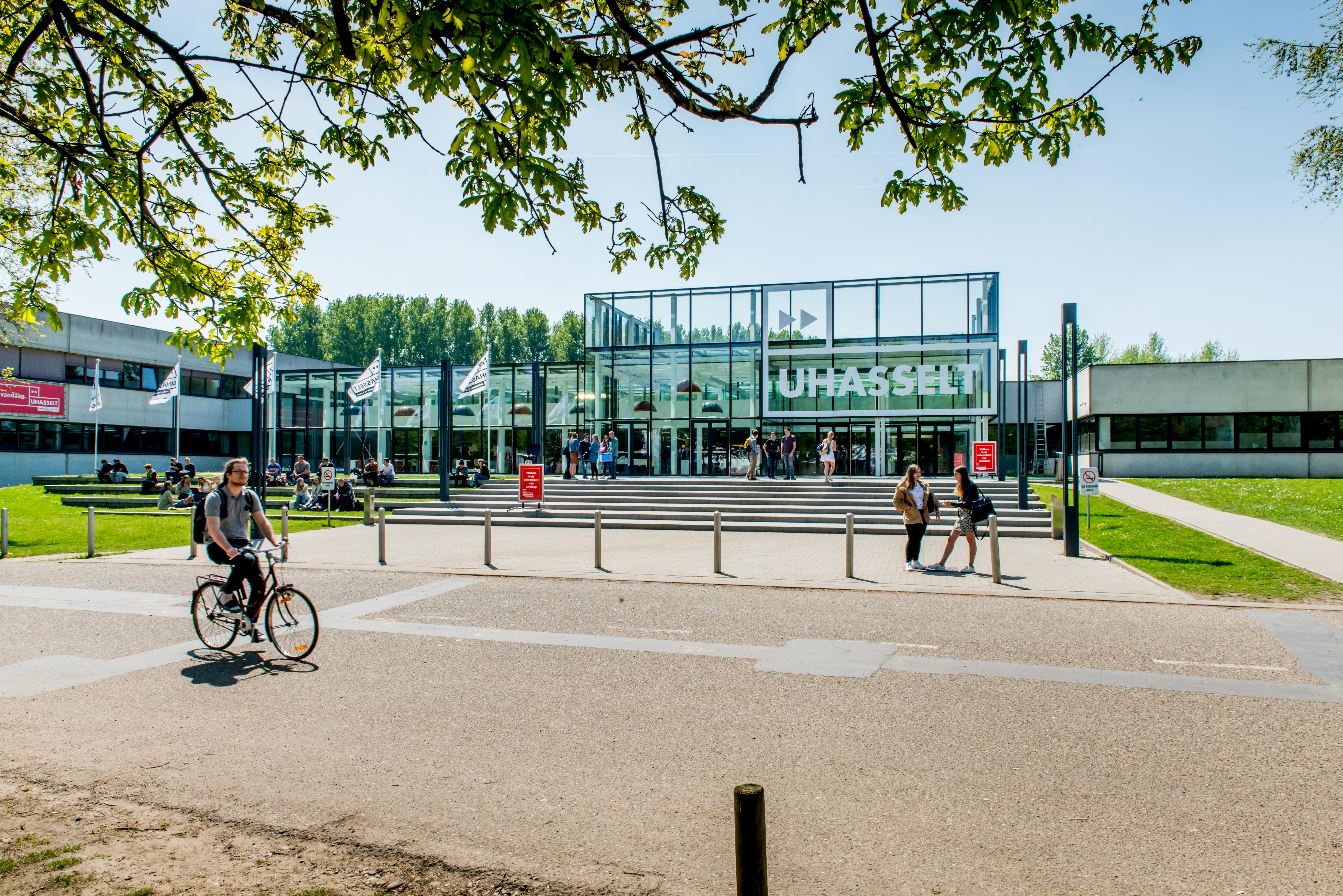
Campus Diepenbeek, Gebouw D.

### Campus Diepenbeek
Campus Diepenbeek heeft een oppervlakte van ongeveer 75 hectare (inclusief de gebouwen van het Wetenschapspark). Gebouw D vormt het hart van de universiteit, met de agora, het studentenrestaurant, bibliotheek, leslokalen en auditoria. Opmerkelijke gebouwen op campus Diepenbeek zijn de Science Tower (met laboratoria voor onderwijs, onderzoek en dienstverlening in de chemie en fysica) en het Applicatiecentrum Beton en Bouw (grootschalige testinfrastructuur voor o.m. betonnen bouwelementen).

### Campus Hasselt
Campus Hasselt (ongeveer twee hectare) omvat de Oude Gevangenis, het Rectoraatsgebouw en de faculteit Rechten. De Oude Gevangenis werd grondig gerenoveerd en is de hoofdzetel van de universiteit. Het bijna 200 jaar oude gebouw huisvest twee auditoria, een studentenrestaurant én individuele studieruimten (omgebouwde cellen). Ook de Studentenadministratie is er gevestigd. Toekomstige studenten moeten zich dus in de Oude Gevangenis inschrijven. 
Op wandelafstand van de Oude Gevangenis, in de Maastrichterstraat, zijn er nog het Refugiehuis (diensten van de rector en beheerders) en de Witte Kazerne (dienst Financiën, dienst Personeel en het Instituut voor Mobiliteit). Het 16de-eeuwse Refugiehuis is het oudste burgerlijke gebouw van Hasselt.

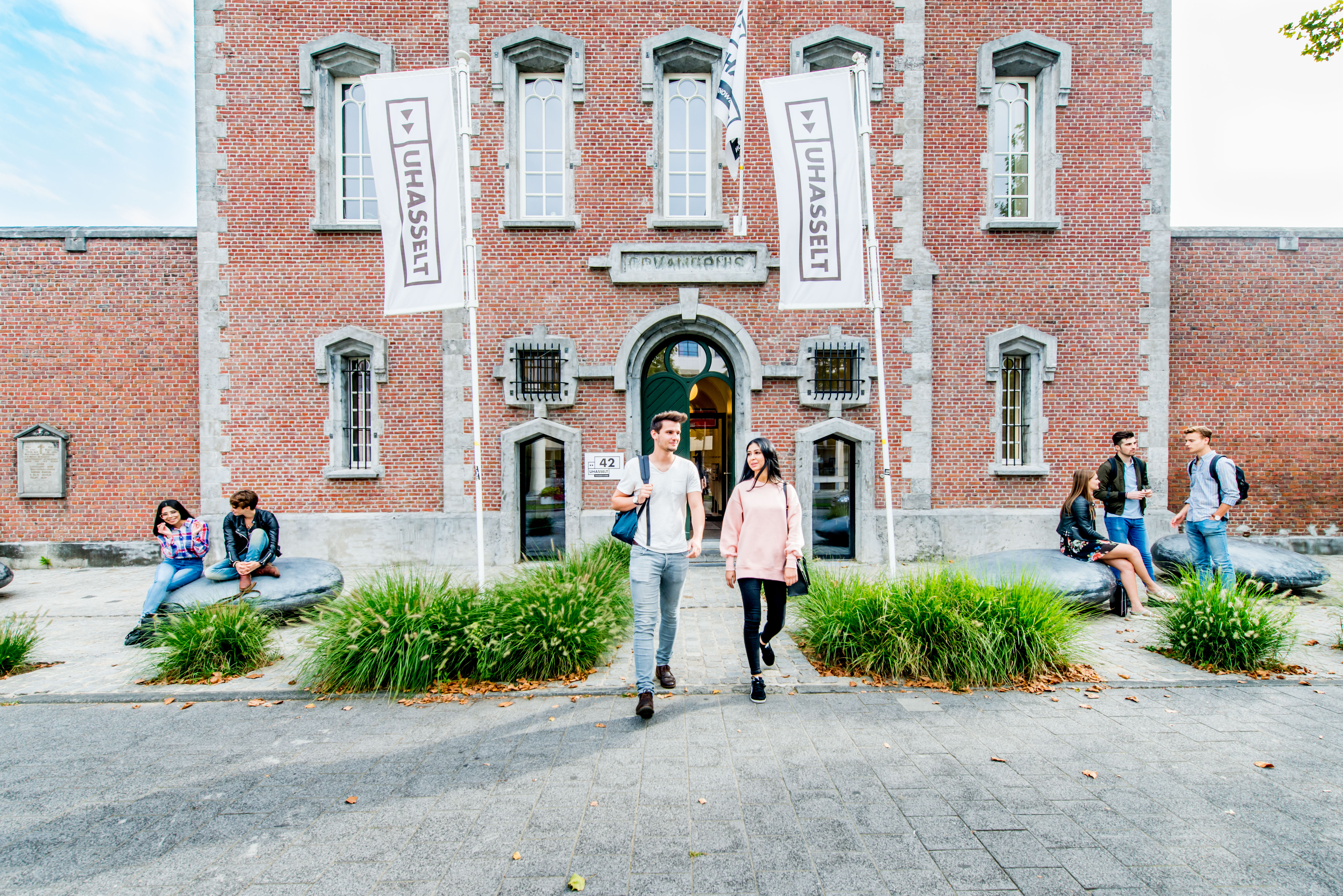
Campus Hasselt, Oude Gevangenis.

## Faculteiten, scholen en onderzoeksinstituten

### Faculteiten en Scholen
UHasselt telt zeven faculteiten en drie scholen, die samen achttien bachelor- en vijfendertig masteropleidingen aanbieden, inclusief zes Engelstalige masteropleidingen:
- Architectuur en Kunst
- Bedrijfseconomische Wetenschappen
- Geneeskunde en Levenswetenschappen
- Industriële Ingenieurswetenschappen
- Rechten
- Revalidatiewetenschappen
- Wetenschappen
- School voor Mobiliteitswetenschappen

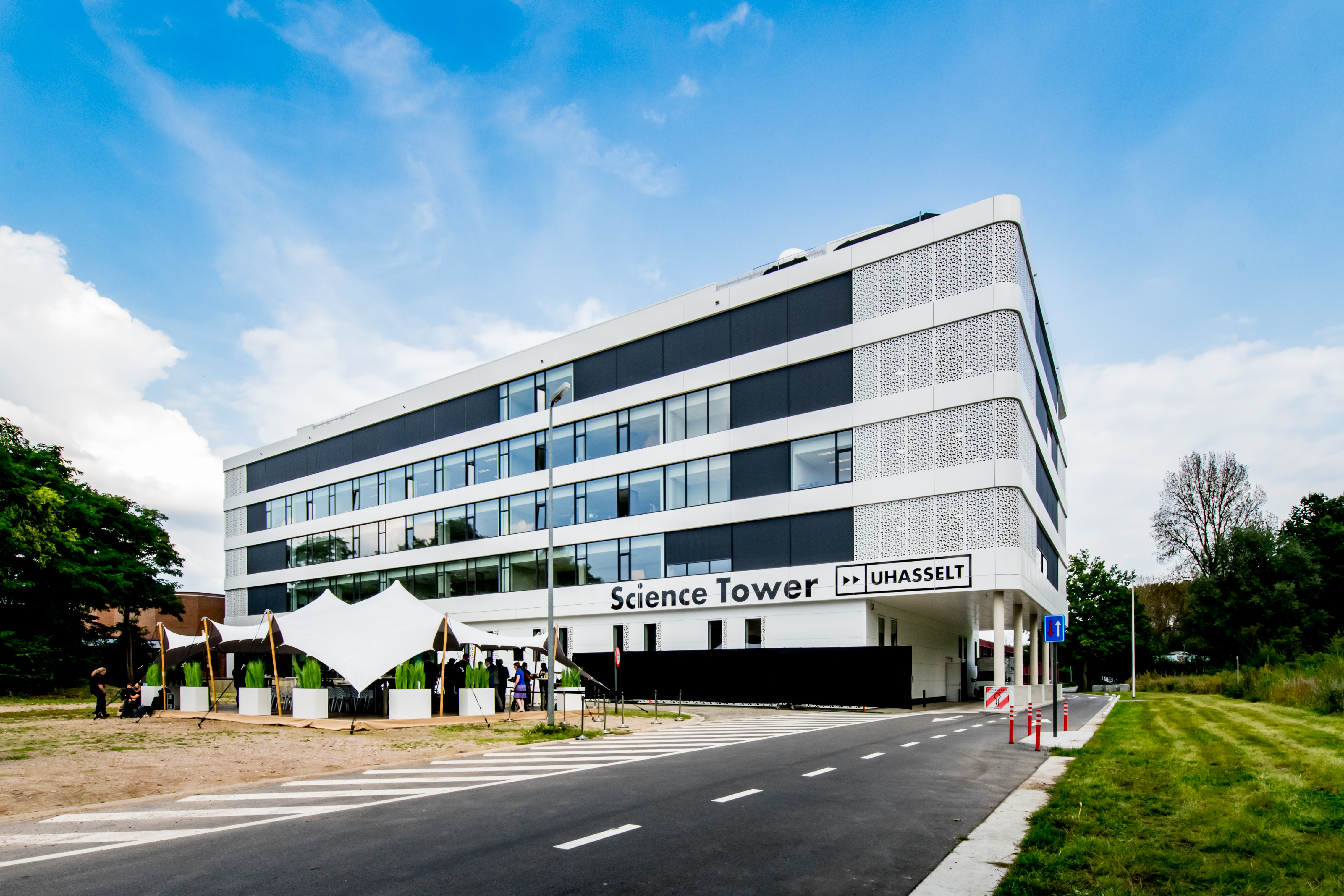
Campus Diepenbeek, Science Tower.

- School voor Educatieve Studies
- School Sociale Wetenschappen

### Onderzoeksinstituten en -centra
De universiteit heeft vier onderzoeksinstituten. Die groeperen wetenschappers uit verschillende onderzoeksgroepen en dekken het volledige onderzoeksspectrum af (van fundamenteel onderzoek over toegepast onderzoek tot valorisatie). De vier instituten zijn:
- Biomedisch Onderzoeksinstituut (BIOMED)
- Centrum voor Milieukunde (CMK)
- Instituut voor Materiaalonderzoek (imo-imomec)
- Data Science Institute (DSI)

Naast deze instituten zijn er ook drie onderzoekscentra:
- Limburg Clinical Research Center (LCRC)
- Instituut voor Mobiliteit (IMOB)
- Digital Future Lab (DFL)

## Studentenleven

### Studentenraad
Elk academiejaar verkiezen de UHasselt-studenten een Studentenraad (StuRa). Dit orgaan telt minstens veertien leden (verspreid over de verschillende faculteiten en scholen) en vertegenwoordigt de studenten zoals bepaald in het participatiedecreet van de Vlaamse Overheid. StuRa-leden zetelen in diverse advies- en bestuursorganen van de universiteit, zoals de Raad van Bestuur, Onderwijsraad, etc. Het zijn de StuRa-leden die, uit hun midden, vertegenwoordigers voor die organen verkiezen.

### Studentenverenigingen
UHasselt telt vele studentenverenigingen: 
- Ambifaarke (studentenfanfare)
- A.S.G (industrieel ingenieur)
- BeMSA Hasselt (Belgian Medical Student Association)
- Biomedica (biomedische wetenschappen)
- CCG (Christelijke Campus Gemeenschap)
- Commeatus (mobiliteitswetenschappen)
- DIP's (chemie en biologie)
- ELSA Hasselt (European Law Students' Association Hasselt)[2]
- ESN Hasselt (Erasmus Student Network)
- Filii Lamberti (wiskunde, natuurkunde, informatica)
- Hermes (economie)
- JOSS (Joint Organisation of Statistics Scholars)
- Junior Consulting vzw (organisatie voor studenten economie, gericht op de ontwikkeling van professionele vaardigheden)
- Miezerik (geneeskunde)
- Rekinéa (revalidatiewetenschappen en kinesitherapie)
- SOFA (architectuur en interieurarchitectuur)
- Themis UHasselt (rechten)
- Humanitas (sociale wetenschappen)

Studentenverenigingen die mede actief zijn aan UHasselt:
- LVSV Hasselt
- NSV! (Nationalistische Studentenvereniging) Hasselt

Een van de jaarlijkse hoogtepunten van het studentenleven aan UHasselt zijn de praesesverkiezingen, vanaf april, op en rond campus Diepenbeek. De feestweide stroomt dan traditioneel vol voor cantussen en fuiven.

## Academisch leven

### Opening academiejaar

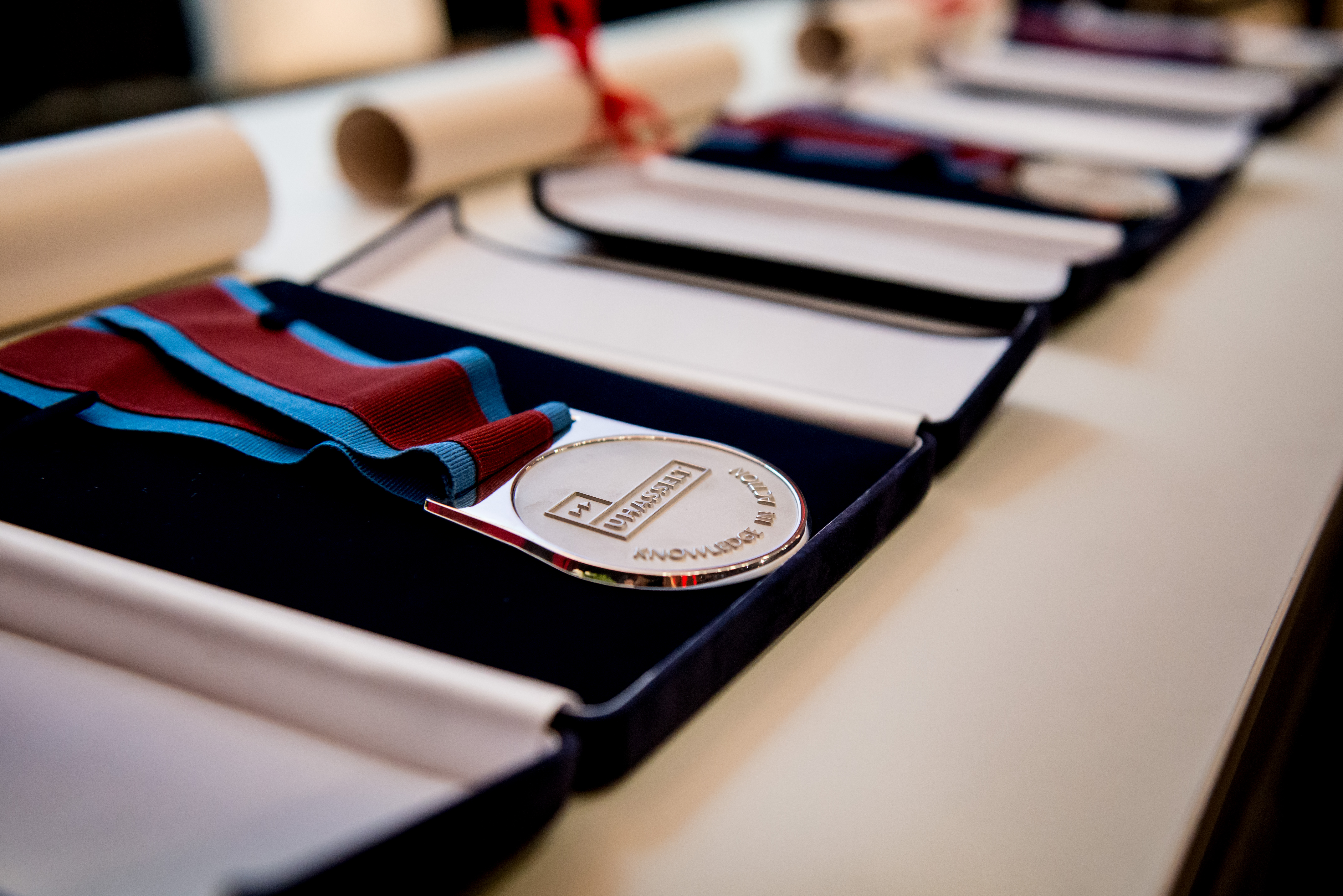
De Universiteitsmedaille.

De officiële opening van het academiejaar valt traditioneel in de voorlaatste week van september, op een donderdag. In de ochtend is er een togastoet door de Hasseltse binnenstad, van de ambtswoning van de gouverneur naar het stadhuis. Daar worden de togati ook ontvangen door de burgemeester van Hasselt. Namiddag is er een academische zitting met toespraken en muziek.

### Dies Natalis en eredoctoraten
UHasselt viert haar Dies Natalis op/rond 28 mei, de dag waarop in 1971 de oprichtingswet van de universiteit werd gepubliceerd. Hoogtepunt van die viering is de uitreiking van eredoctoraten aan individuen die een uitzonderlijke bijdrage hebben geleverd binnen een specifiek domein en/of aan de samenleving. Elke eredoctor ontvangt een diploma en de Universiteitsmedaille. Sinds 2022 reikt UHasselt ook een 'speciale erkenning' uit aan een organisatie.                                
Tussen de meer dan honderd UHasselt-eredoctoren bevinden zich niet alleen internationaal gerenommeerde wetenschappers, maar ook artiesten, architecten, journalisten, ondernemers en kunstenaars uit binnen- en buitenland. Opvallend aan de lijst is het relatief hoge aantal onderzoekers dat later een prestigieuze prijs als de Nobelprijs en de Heinekenprijs ontving (Harold Kroto, Erwin Neher, Georges Köhler en Michael Berridge).
- Zie: Lijst van eredoctoraten van de Universiteit Hasselt.[3]